# Jaromír Piskoř
Jaromír Piskoř (* 11. srpna 1962 Opava) je český novinář, podnikatel, PR manažer, za normalizace disident, po sametové revoluci československý politik a poslanec Sněmovny lidu Federálního shromáždění za Občanské fórum, později za Občanskou demokratickou stranu.

## Biografie
Na normalizace se podílel na opozičních aktivitách proti komunistickému režimu. Na podzim roku 1982 nastoupil na vojenskou službu. Byl aktivní v organizaci Severomoravský ekologický klub, stal se signatářem Charty 77, kterou roku 1988 podepsal a byl zapojen do činnosti Polsko-československé solidarity. 8. listopadu 1989 předal rozhlasové stanici Svobodná Evropa protest proti stavbě koksovny ve Stonavě. Komunistická policie ho za to zadržela a vyslýchala. Od listopadu 1989 se podílel na budování Občanského fóra na Ostravsku. Profesně je k roku 1990 uváděn jako technolog, bytem Opava.
V lednu 1990 zasedl v rámci procesu kooptací do Federálního shromáždění po sametové revoluci do Sněmovny lidu (volební obvod č. 127 – Opava, Severomoravský kraj) jako bezpartijní poslanec, respektive poslanec za Občanské fórum. Mandát za OF obhájil ve volbách roku 1990. Po rozpadu Občanského fóra přešel do parlamentního klubu Občanské demokratické strany. Ve Federálním shromáždění setrval do voleb roku 1992.
Působil jako novinář v časopisech Region a Profit a mezi léty 1992 až 1996 jako tiskový tajemník ODS. Později se uvádí jako ředitel PR agentury Goodcom.